# Eugenia Krassowska-Jodłowska

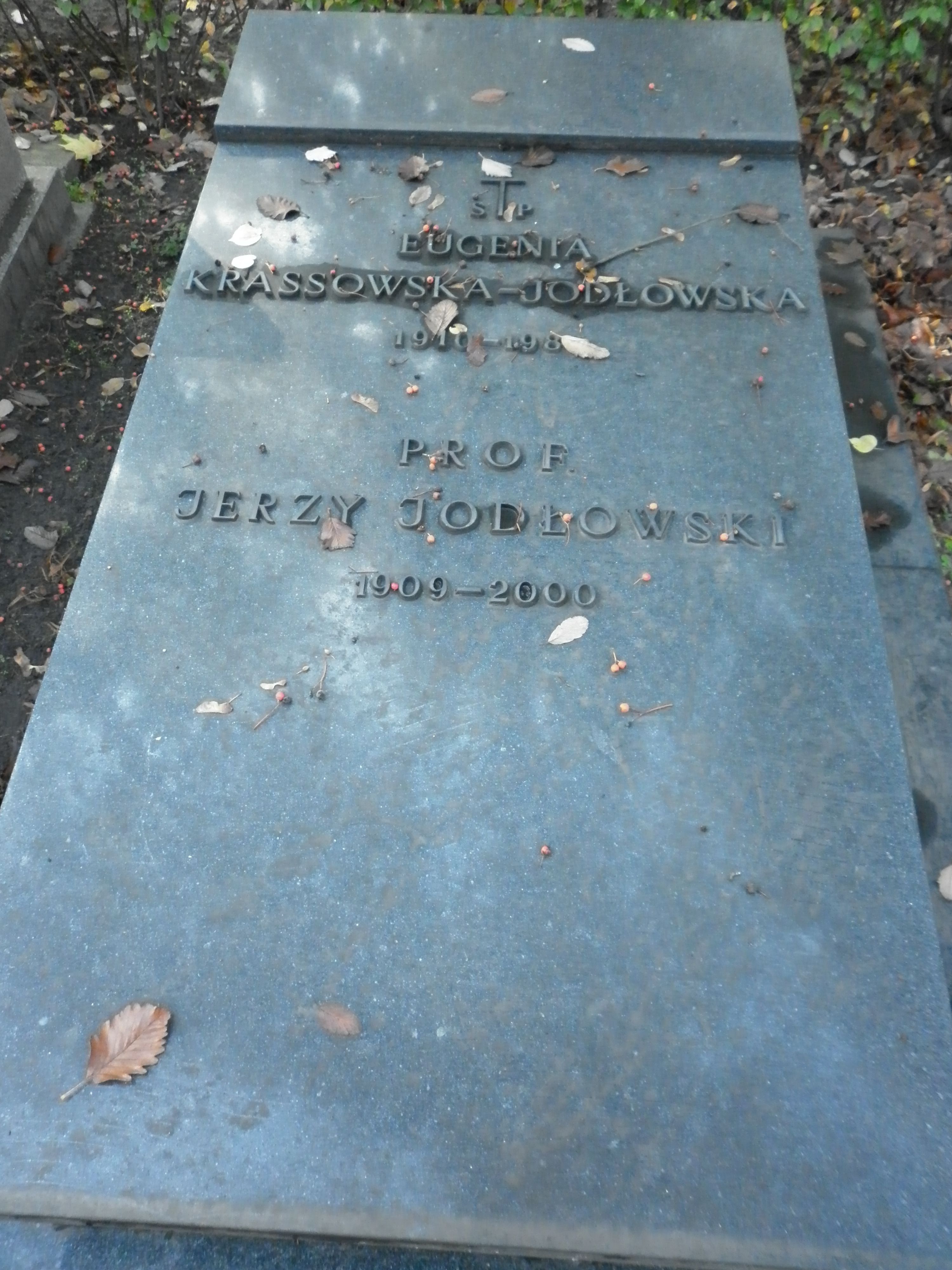
Grób Eugenii Krassowskiej Jodłowskiej na cmentarzu Wojskowym na Powązkach

Eugenia Krassowska-Jodłowska (ur. 21 stycznia 1910 w Nowym Dworze w powiecie wołkowyskim, zm. 15 września 1986 w Warszawie) – polska filolog, nauczycielka i polityk, członek Rady Państwa w latach 1965–1972. Poseł na Sejm Ustawodawczy oraz na Sejm PRL I, II, III, IV i V kadencji. Budownicza Polski Ludowej.

## Życiorys
Pochodziła z rodziny nauczycielskiej (ojciec był nauczycielem szkoły w Białymstoku), w 1935 ukończyła studia na Uniwersytecie Stefana Batorego w Wilnie, gdzie następnie do 1939 pozostała jako pracownik naukowo-dydaktyczny (m.in. asystentka przy Katedrze Historii Literatury Polskiej). W latach 1939–1941 pracowała jako nauczycielka w Wilnie oraz dziennikarka „Prawdy Wileńskiej”. Należała do tzw. Aktywu Metodycznego Nauczycieli Szkół Średnich. Od 1941 do 1944 uczestniczka tajnego nauczania w Białymstoku. W latach 1944–1946 była kolejno dyrektorem gimnazjum w Białymstoku i kuratorem Okręgu Szkolnego Białostockiego.
Od 1945 członkini Stronnictwa Demokratycznego, należała do władz partii – w 1946 i w latach 1947–1973 członek Centralnego Komitetu, w latach 1947–1956 i 1958–1973 członek prezydium CK, w latach 1949–1954 członek Komitetu Politycznego CK i wiceprzewodnicząca CK (ponownie była wiceprzewodniczącą CK w 1956 i w latach 1965–1969). W łonie Stronnictwa uznawana za protegowaną Polskiej Partii Robotniczej i Polskiej Zjednoczonej Partii Robotniczej. Jako wiceprzewodnicząca SD weszła 6 marca 1953 w skład Ogólnonarodowego Komitetu Uczczenia Pamięci Józefa Stalina.
W latach 1946–1950 pełniła funkcję podsekretarza stanu (wiceministra) w Ministerstwie Oświaty, w latach 1950–1951 podsekretarza stanu w Ministerstwie Szkół Wyższych i Nauki, a w latach 1951–1965 podsekretarza stanu w Ministerstwie Szkolnictwa Wyższego. W opinii działacza Stronnictwa Demokratycznego Leonarda Szałandy jej działania przesądziły o zgodzie władz centralnych na zorganizowanie w Białymstoku Akademii Medycznej.
W latach 1969–1973 była redaktorem naczelnym „Tygodnika Demokratycznego”, w latach 1973–1979 przewodniczącą Polskiego Komitetu ds. UNESCO. W latach 1958–1983 zasiadała w prezydium Ogólnopolskiego Komitetu Frontu Jedności Narodu. W latach 1970–1974 wiceprzewodnicząca Zarządu Głównego, a od 1974 członek Zarządu Głównego Towarzystwa Przyjaźni Polsko-Radzieckiej. W czerwcu 1968 weszła w skład Komitetu Honorowego obchodów 500. rocznicy urodzin Mikołaja Kopernika.
W latach 1947–1972 wykonywała mandat poselski na Sejm Ustawodawczy oraz na Sejm PRL I, II, III, IV i V kadencji; brała udział w pracach komisjach ds. oświaty, kultury i spraw zagranicznych, kilkakrotnie pełniąc funkcję wiceprzewodniczącej. W latach 1965–1972 była członkiem Rady Państwa.
Była żoną profesora prawa Jerzego Jodłowskiego. Zmarła 15 września 1986 w Warszawie, pochowana została na cmentarzu Wojskowym na Powązkach (kwatera B31-tuje-1).

## Ordery i odznaczenia
- Order Budowniczych Polski Ludowej (1969)[6]
- Order Sztandaru Pracy I klasy
- Krzyż Komandorski z Gwiazdą Orderu Odrodzenia Polski
- Krzyż Komandorski Orderu Odrodzenia Polski (22 lipca 1949)[7]
- Złoty Krzyż Zasługi (8 maja 1946)[8]
- Medal Zwycięstwa i Wolności 1945
- Medal 10-lecia Polski Ludowej
- Medal 30-lecia Polski Ludowej
- Medal 40-lecia Polski Ludowej (1984)[9]
- Złota odznaka „Za pracę społeczną dla miasta Krakowa” (1964)[10]
- Złota odznaka 20-lecia UMCS (1964)[11]